# Сичик-горобець кубинський
Си́чик-горобе́ць кубинський (Glaucidium siju) — вид совоподібних птахів родини совових (Strigidae). Ендемік Куби.

## Опис
Довжина птаха становить 16-17 см, самці важать 47-68 г, самиці 66-102 г. Забарвлення існує у двох морфах: більш поширеній сірувато-коричневій і менш поширеній рудій. У представників обох морф обличчя блідо-сірувате, над очима білуваті або охристі "брови". На потилиці є дві темних плями, що нагадують очі і слугують до відлякування і обману. У представників сірувато-коричневої морфи тім'я, скроні і спина сірувато-коричневі. поцятковані білими плямами, на плечах нечіткі темні смуги. Хвіст сірувато-коричневий, на ньому є 5-6 білих смуг. Горло кричневе, груди з боків і боки коричневі, поцятковані темними смугами. Центральна частина грудей біла, решта нижньої частини тіла білувата, поцяткована темно-коричневими смугами і плямками. Представники рудої морфи замість сірувато-коричневого мають рудувато-коричневе забарвлення. Очі жовті. Представники підвиду G. s. turquinense мають більш темне забарвлення, світлих плям на верхній частині тіла у них менше, ніж у представників номінативного підвиду. Представники підвиду G. s. vittatum мають більші розміри, ніж представники номінативного підвиду, смуги на плечах у них більш виражені.

## Підвиди
Виділяють три підвиди:
- G. s. siju (d'Orbigny, 1839) — острів Куба;
- G. s. turquinense Garrido, 2002 — гора Туркіно в провінції Сантьяго-де-Куба на південному сході острова;
- G. s. vittatum Ridgway, 1914 — острів Ісла-де-ла-Хувентуд, можливо, також півострів Гуанахакабібес.

## Поширення і екологія
Кубинський сичик-горобець є найпоширенішою совою Куби. Ці птахи живуть у вологих і сухих рівнинних тропічних лісах, у вологих гірських тропічних лісах, на узліссях і галявинах, в чагарникових заростях, на луках, місцями порослих деревах, на плантаціях і в садах. Зустрічаються на висоті до 1500 м над рівнем моря, є активними як вдень, так і вночі. Кубинські сичики-горобці живляться переважно комахами, а також ссавцями, плазунами, земноводними і птахами. Гніздування у них припадає на сухий сезон з листопада по квітень. Кубинські сичики-горобці гніздяться на деревах, часто використовують покинуті дупла дятлів. В кладці від 3 до 4 яєць. Насиджують лише самиці.